# Wytyczne techniczne G-5.4
Wytyczne techniczne G-5.4 – zbiór zasad technicznych dotyczących wykonywania prac geodezyjnych w Polsce związanych z opracowaniem dokumentacji do odnowienia ewidencji gruntów, wprowadzony zaleceniem Głównego Geodety Kraju z 8 lutego 1991 do stosowania wytycznych "G-5.4 Opracowanie dokumentacji wyjściowej do odnowienia ewidencji gruntów z zastosowaniem technologii fotogrametrycznych". Wytyczne stanowią uzupełnienie instrukcji technicznej G-5 niebędącej geodezyjnym standardem technicznym w Polsce.
Wytyczne zostały opracowane w Instytucie Planowania i Urządzania Obszarów Wiejskich Akademii Rolniczo-Technicznej w Olsztynie (przy wykorzystaniu prac wykonywanych przez PPGK w Warszawie, OPGK w Białymstoku i WBGiTR w Suwałkach) przez zespół w składzie: Stanisław Goraj, Mirosław Garliński, Kazimierz Przybyłowski zgodnie z zaleceniami Departamentu Geodezji, Kartografii i Gospodarki Gruntami Ministerstwa Gospodarki Przestrzennej i Budownictwa, reprezentowanego przez Zenona Marca, wprowadzone w celu ujednolicenia opracowań dotyczących odnowienia i modernizacji istniejącej ewidencji gruntów oraz określenia zasad wykonywania tych prac.
W toku prac wykonywanych przy odnowieniu i modernizacji istniejącej ewidencji gruntów wytyczne nakazują przestrzeganie przepisów obowiązujących instrukcji (w szczególności: "G-1. Pozioma osnowa geodezyjna", "K-1. Mapa zasadnicza", "G-4. Pomiary sytuacyjne i wysokościowe" oraz "G-5. Ewidencja gruntów") oraz zasad "ciągłości danych ewidencyjnych" z maksymalnym wykorzystaniem dotychczasowego zasobu jako podstawowego źródła danych o gruntach i osobach władających gruntami.
Wytyczne G-5.4 określają:
- rodzaje wstępnych prac technicznych, w tym m.in.: ustalenie granic jednostek ewidencyjnych, ocenę i uzupełnienie ewidencyjnej dokumentacji stanu władania gruntami, analizę i ocenę istniejących materiałów geodezyjnych pod względem wartości technicznej
- charakterystykę i zasady zakładania osnowy pomiarowej
- prace terenowe
- opracowanie dokumentacji do odnowienia części opisowej operatu ewidencji gruntów

Zgodnie z tymi wytycznymi położenie punktów załamania granic działek gruntowych, dla odnowienia i modernizacji ewidencji gruntów, określa się podczas bezpośrednich pomiarów geodezyjnych w terenie.